# ارس امیری
ارس امیری(زادهٔ آبان ۱۳۶۵) فعال فرهنگی ایرانی - بریتانیایی است که در اسفند ۱۳۹۶ هنگام خروج از ایران دستگیر و به زندان اوین منتقل شد. او از همکاران سابق شورای فرهنگی بریتانیا (بریتیش کانسیل) بود که نهایتاً پس از سه سال حبس با حکم دیوان عالی کشور تبرئه و آزاد شد.

## بازداشت
ارس امیری ۲۳ اسفند ۱۳۹۶ پس از آن که برای ملاقات مادربزرگش به آمل ایران سفر کرده بود در روزی که قصد بازگشت به بریتانیا را داشت در تهران دستگیر شد. چندماه بعد به قید وثیقه آزاد گردید اما مجدداً ۱۶ شهریور ۱۳۹۷ بازداشت و در شعبه ۱۵ دادگاه انقلاب تهران محاکمه شد.

## محکومیت
غلامحسین اسماعیلی سخنگوی وقت قوه قضائیه در اردیبهشت ۱۳۹۸ از محکومیت این شهروند دو تابعیتی به ده سال حبس به اتهام «جاسوسی برای یک دولت خارجی» خبر داد.
سخنگوی وقت قوه قضائیه گفت: ارس امیری مسئول میز ایران در شورای فرهنگی انگلیس موسوم به بریتیش کانسل (BC) بود و با سرویس جاسوسی انگلیس همکاری داشت و مسئول طراحی و مدیریت و برنامه‌ریزی پروژه‌های استحاله و نفوذ فرهنگی بود.
حکم زندان ارس امیری چندماه بعد از دادگاه تجدیدنظر مورد رسیدگی مجدد قرار گرفت و حکم ده سال زندان او تأیید شد.

## نامه از زندان به ابراهیم رئیسی
ارس امیری در تیر ۱۳۹۸ پس از محکومیتش به زندان در نامه‌ای به ریاست وقت قوه قضائیه ابراهیم رئیسی گفت فقط به دلیل رد پیشنهاد همکاری مأموران وزارت اطلاعات بازداشت و به ده سال زندان محکوم و در هتل استقلال تهران بازجویی شده‌است.
او افزود به مدت ۶۹ روز در سلول انفرادی بند ۲۰۹ زندان اوین با اتهام اقدام علیه امنیت ملی از طریق اجتماع و تبانی و پس از آن با اتهام عضویت در گروه غیرقانونی مواجه شده و بازجویی‌ها جز مدت کوتاهی، صبح و عصر پیوسته ادامه داشته‌است و با عدم همکاری با وزارت اطلاعات جمهوری اسلامی با این توجیه که احتمال فرار من از کشور وجود دارد، با تشدید قرار وثیقه به قرار بازداشت از شعبه اول دادسرای اوین مستقیماً به بند عمومی زندان اوین فرستاده شده‌است.
امیری در نامه خود به رییسی ضمن اشاره به رشته تحصیلی خود گفته بود مأموران اطلاعات گفتند مسئله شخص او نیست بلکه بریتیش کانسیل است.

## مرخصی و آزادی از زندان
اولین بار فروردین ۱۳۹۹ با شیوع ویروس کرونا در چند زندان ایران به همراه تعداد دیگری از زندانیان سیاسی به مرخصی رفت و مدتی بعد به زندان بازگشت.
تیر ۱۴۰۰ در پی پذیرش اعاده دادرسی در دیوان عالی کشور، به قید وثیقه از زندان اوین آزاد شد و گفته شد پرونده او پس از ارجاع به شعبه هم‌عرض مجدداً رسیدگی خواهد شد.
یکماه بعد وکیل این شهروند دو تابعیتی خبر از صدور حکم تبرئه برای امیری داد و او به زندان برنخواهد گشت.